# El azar y la necesidad
El azar y la necesidad es un ensayo del biólogo Jacques Monod publicado por primera vez en Francia en 1970, elaborado a partir de una serie de conferencias que el autor había pronunciado en febrero de 1969 en el Pomona College de Claremont (California) y que, a su vez, habían sido el tema principal de un curso en el Collège de France entre 1969 y 1970.
El título está inspirado en una cita atribuida a Demócrito, según la cual «todo cuanto existe es fruto del azar y la necesidad».
Se conoce una traducción al español, realizada por Francisco Ferrer Lerín y publicada por Barral Editores en 1971.

## Sinopsis

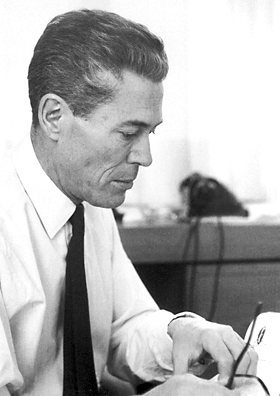
Jacques Monod

Cinco años después de obtener el Premio Nobel de Fisiología o Medicina, Jacques Monod sorprende a la comunidad científica con este controvertido ensayo en el que, a la hora de estudiar cuestiones como el origen de la vida o la evolución de las especies, introduce conceptos tan aparentemente impropios como el «azar» y la «necesidad»; es decir, plantea las implicaciones metafísicas y espirituales de los grandes descubrimientos en los campos de la Biología molecular y la Genética.

## Frase final
La antigua alianza se rompió; el hombre sabe que está solo en la inmensidad indiferente del Universo, de donde apareció por casualidad. Ni su destino ni sus obligaciones están escritos en ninguna parte.

## Teleonomía
En este libro, Monod adoptó el término "teleonómico" para permitir el reconocimiento de un propósito en biología sin apelar a una causa final.

## Contenido

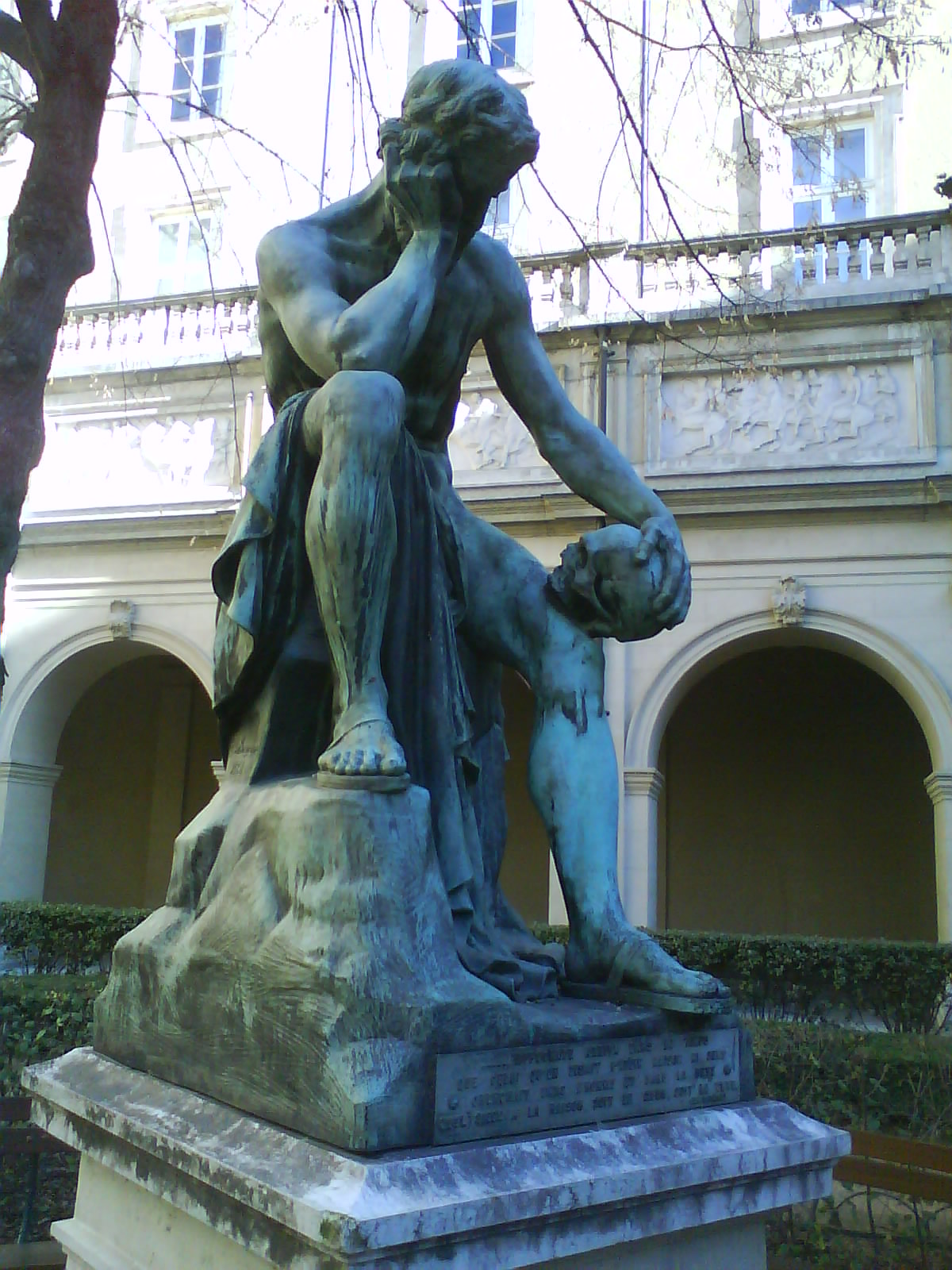
Demócrito

Monod comienza el prefacio del libro diciendo que la biología es a la vez marginal y central. Continúa explicando que es marginal porque el mundo viviente es solo una fracción del universo. Monod cree que el objetivo último de la ciencia es "clarificar la relación del hombre con el universo" (Monod, XI) y ese razonamiento le otorga a la biología un papel central. Continúa afirmando que no tiene la intención de hacer una revisión exhaustiva de la biología moderna, sino más bien de "resaltar la forma de sus conceptos clave y señalar sus relaciones lógicas con otras áreas del pensamiento ... es un intento declarado de extraer la quintaesencia de la teoría molecular del código "(Monod, XIII). Monod subraya la importancia de la teoría molecular del código genético como una teoría física de la herencia y la califica como el "secreto de la vida". Continúa explicando cómo este importante descubrimiento ha convertido en deber de los científicos compartir y mejorar otras disciplinas del pensamiento como la filosofía. Hacia el final del prefacio, Monod ofrece disculpas por cualquier sección demasiado tediosa o técnica. También advierte que algunas ideas éticas y políticas que presenta pueden parecer ingenuas o ambiciosas, pero luego afirma que "la modestia beneficia al científico, pero no a las ideas que lo habitan y que está bajo la obligación de defender" (Monod, XIV). 

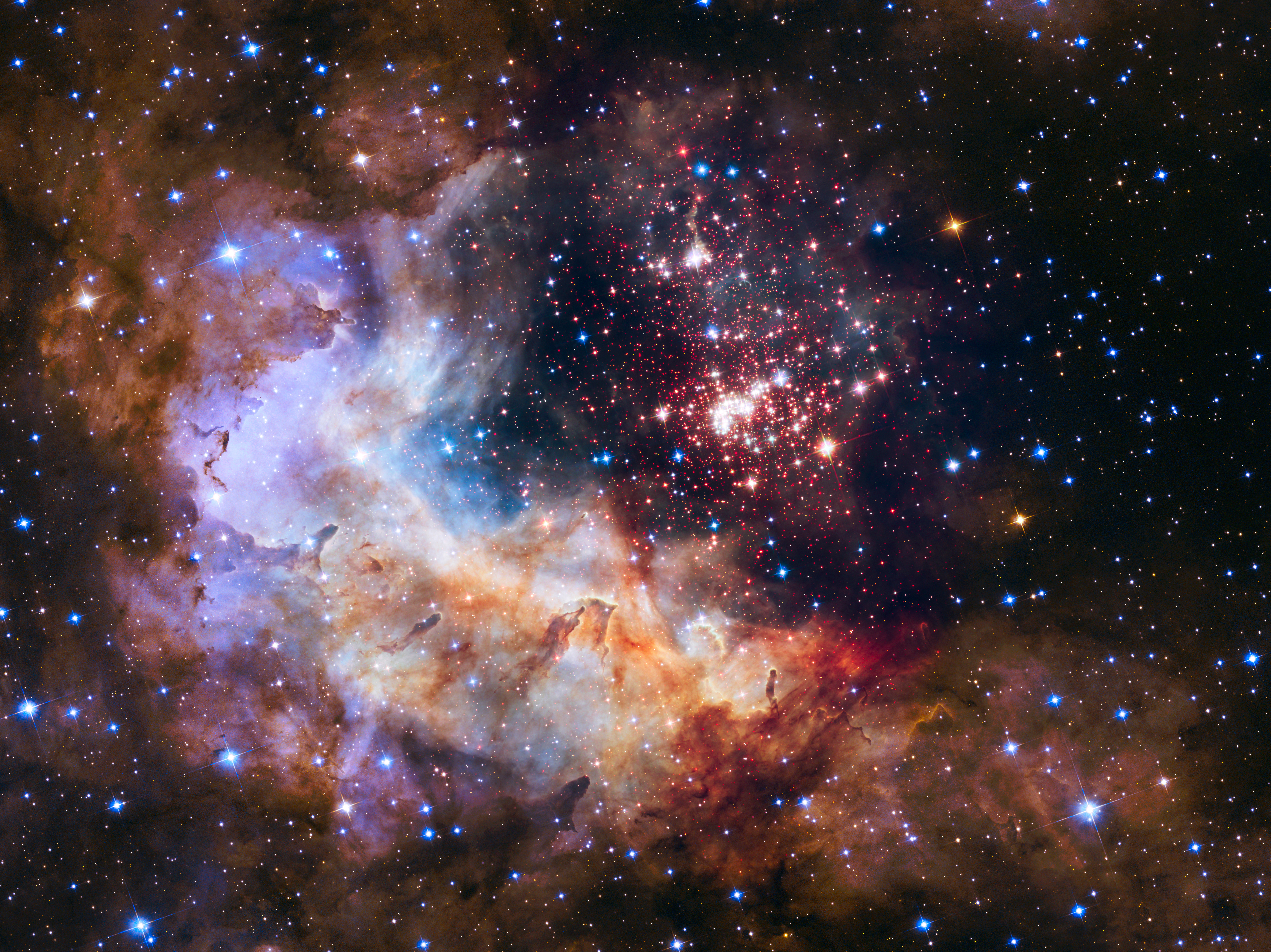
NASA Unveils Celestial Fireworks. Official Hubble Image

### De objetos extraños
Monod comienza el capítulo I, titulado "Of Strange Objects" (De objetos extraños), con una consideración de la diferencia entre objetos naturales y artificiales y afirma que "la premisa básica del método científico ... es que la naturaleza es objetiva y no proyectiva" (Monod, 3). A través de una serie de experimentos de pensamiento y preguntas retóricas, guía al lector por un camino difícil hacia tres características de los seres vivos. Una es la teleonomía que Monod define como la característica de estar "dotado de un propósito o proyecto" (Monod, 9). 
Otro es la morfogénesis autónoma que señala que la estructura de un ser vivo es el resultado de las interacciones dentro del ser, en oposición a las fuerzas externas que dan forma a los artefactos artificiales. Monod ofrece una única excepción a este último criterio en forma de cristal y en este punto afirma que las fuerzas internas que determinan la estructura dentro de los seres vivos son "de la misma naturaleza que las interacciones microscópicas responsables de las morfologías cristalinas" (Monod, 11). ), un tema que promete desarrollar en capítulos posteriores. 
La última propiedad general que Monod ofrece como organismos vivos distintivos es la invarianza reproductiva, que es la capacidad de un ser vivo para reproducir y transmitir la información  correspondiente a su propia estructura altamente ordenada. El autor define el proyecto telonómico principal "como consistente en la transmisión de generación en generación del contenido de invarianza característico de la especie" (Monod, 14) (la preservación y multiplicación de la especie). 
Más tarde, Monod describe la morfogénesis autónoma (estructuración espontánea) como una propiedad de los seres vivos y, en cambio, dice que debe considerarse como un "mecanismo" que deja dos propiedades esenciales de los seres vivos: la invariancia reproductiva y la teleonomía estructural. Luego plantea y defiende una posible objeción termodinámica a la invariancia reproductiva y señala la extrema eficiencia del aparato teleonómico para lograr la preservación y reproducción de la estructura. Aquí el autor reafirma que la naturaleza es objetiva y no busca un fin o tiene un propósito y señala una aparente "contradicción epistemológica [el estudio del origen, la naturaleza, los métodos y los límites del conocimiento humano]" entre el carácter teleonómico de organismos vivos y el principio de objetividad. Con ese abismo de lucha intelectual interna, Monod termina el capítulo uno.

### Vitalismos y animismos

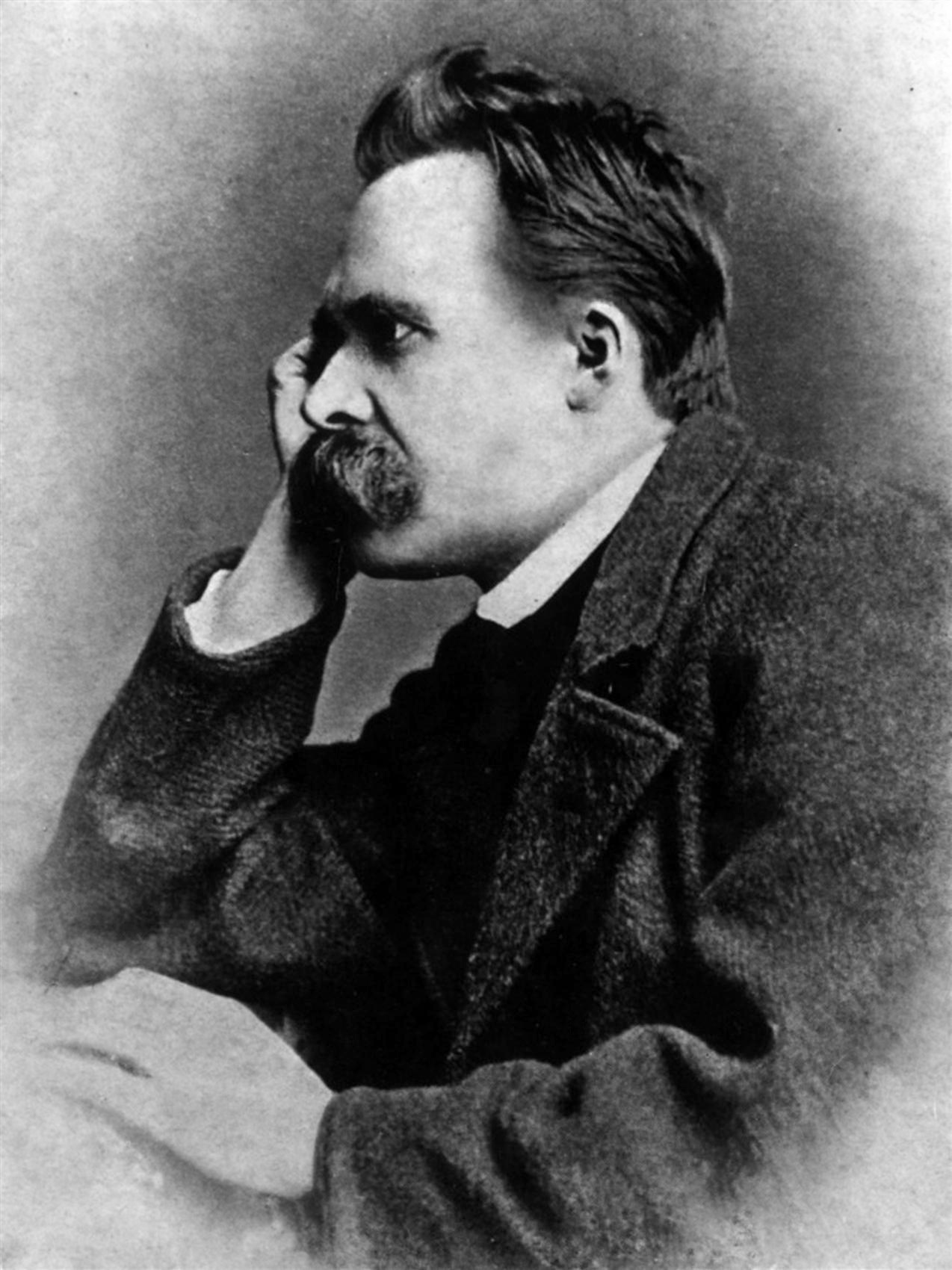
Nietzsche 1882. Un vitalista

En el capítulo dos, "Vitalisms and Animisms", Monod afirma que la invariancia debe haber precedido a la teleonomía, una conclusión alcanzada por la idea darwiniana de que las estructuras teleonómicas se deben a variaciones en las estructuras que ya tenían la propiedad de invariancia y por lo tanto podían preservar los efectos de las mutaciones fortuitas. Ofrece la teoría selectiva como consistente con el postulado de objetividad y permitiendo la coherencia epistemológica. El autor dice que en el resto del capítulo abordará las ideologías religiosas y los sistemas filosóficos que asumen la hipótesis inversa: esa invarianza se desarrolló a partir de un principio teleonómico inicial (lo cual desafía el principio de objetividad). Divide estas teorías en vitalistas, en las que el principio teleonómico opera solo en la materia viva (hay un propósito / dirección en la que solo se desarrollan los seres vivos) y animista, en el que existe un principio teleonómico universal (que se expresa más intensamente en la biosfera y, por lo tanto, los seres vivos son vistos como productos de la evolución universalmente orientada que culminó en la humanidad). Monod admite que está más interesado en el animismo y, por lo tanto, le dedicará más análisis. 

Henri Bergson. Otro vitalista

Discute brevemente el turbio vitalismo metafísico de Henri Bergson y luego discute el vitalismo científico de Elsasser y Polanyi que sostienen que las fuerzas físicas y las interacciones químicas que se han estudiado en la materia no viviente no explican completamente la invariancia y la teleonomía y, por lo tanto, otras leyes "están trabajando en la materia viva". El autor señala que el argumento científico vitalista carece de apoyo y que no se basa en el conocimiento o las observaciones, sino en nuestra falta de conocimiento actual. Continúa señalando que hoy el mecanismo de la invariancia es suficientemente entendido al punto que no se necesita ningún principio no físico ("ley biotónica") para su interpretación. 
A continuación, Monod señala que nuestros antepasados tenían una historia de animar objetos al darles espíritus para tender un puente sobre la aparente brecha entre los vivos y los no vivos. Para ellos, tener sentido y ser comprensible solo podía hacerse a través del propósito de animar al ser y, por lo tanto, si existen objetos misteriosos, como rocas, ríos, lluvia y estrellas, también debe ser para un propósito (esencialmente no hay objetos inanimados para ellos). El autor dice que esta creencia animista se debe a una proyección de la conciencia del hombre sobre su propio funcionamiento teleonómico y sobre la naturaleza inanimada. La naturaleza se explica de la misma manera consciente y deliberada que la actividad humana. Monod señala que esta línea de pensamiento animista todavía está presente en la filosofía que no hace distinción esencial entre la materia y la vida y enmarca la evolución biológica como un componente de la evolución cósmica (fuerza evolutiva que opera en todo el universo). Sostiene que estas líneas de pensamiento abandonan el postulado de la objetividad y también contienen la ilusión antropocéntrica. 

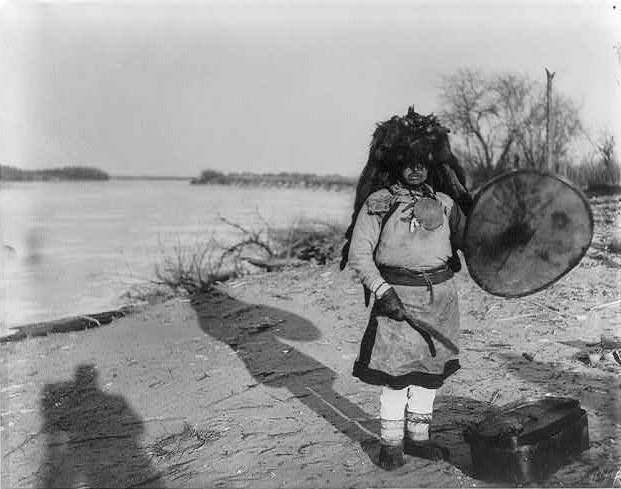
Chamán animista

Al final de este capítulo, Monod afirma que la tesis que "presentará en este libro es que la biosfera no contiene una clase predecible de objetos o de eventos, sino que constituye una ocurrencia particular, compatible con los primeros principios, pero no deducible de aquellos principios y, por lo tanto, es esencialmente impredecible"(Monod, 43). En su opinión, la biosfera es impredecible por la misma razón que la configuración particular de los átomos en un guijarro es impredecible. Con esto, Monod no quiere decir que la biosfera no sea explicable desde las condiciones iniciales / principios básicos, sino que no sea deducible (en el mejor de los casos las predicciones podrían ser nada más que probabilidades estadísticas de existencia). 
Luego señala que la sociedad está dispuesta a aceptar una teoría universal que sea compatible pero que no prevea la configuración particular de los átomos en un guijarro, pero es diferente cuando se trata de humanos; "Nos gustaría pensar que somos necesarios, inevitables, ordenados desde la eternidad. Todas las religiones, casi todas las filosofías e incluso una parte de la ciencia dan testimonio del esfuerzo infatigable y heroico de la humanidad negando desesperadamente su propia contingencia" (Monod, 44). Esta contingencia de la existencia humana es el mensaje central de El azar y la necesidad; que la vida surgió por casualidad y que todos los seres vivos, incluidos los humanos, son productos de la selección natural.

### El demonio de Maxwell

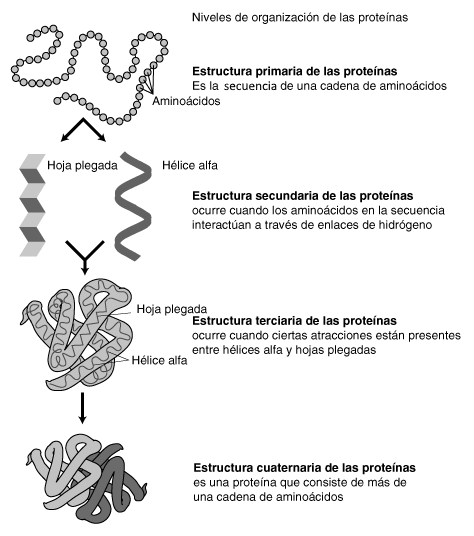
Estructura de las proteínas

El tercer capítulo se llama "El demonio de Maxwell" en referencia a los sistemas biológicos que son capaces de disminuir localmente la entropía pero a costa de gastar energía extraída de los alimentos. 
Comienza diciendo que las proteínas son los agentes moleculares del rendimiento teleonómico en los seres vivos. Monod continúa escribiendo que los seres vivos son máquinas químicas, cada organismo constituye una unidad coherente y funcional, y que el organismo es una máquina autoconstructiva cuya estructura macroscópica no está determinada por fuerzas externas sino por interacciones internas autónomas. El autor pasa gran parte del capítulo revisando los hechos generales de la bioquímica. Explica que las proteínas se componen de 100-10 000 aminoácidos y distingue entre proteínas fibrosas alargadas que juegan un papel mecánico y las proteínas globulares más numerosas que se doblan sobre sí mismas. 
Habla de la extraordinaria especificidad de acción que muestran las enzimas, como lo ejemplifica su capacidad para reconocer no solo un isómero geométrico específico sino también un isómero óptico. Señala que las enzimas son ópticamente activas, los isómeros L son los isómeros "naturales", y que la especificidad de acción y la estereoespecificidad de la reacción llevada a cabo por una enzima son el resultado del posicionamiento de las moléculas entre sí. Monod escribe que una reacción enzimática se puede ver en dos pasos: la formación de un complejo esteroespecífico entre la proteína y el sustrato y la activación catalítica de una reacción dentro del complejo (enfatiza una vez más que la reacción está orientada y especificada por la estructura del complejo ) 
A continuación, considera las diferencias energéticas entre los enlaces covalentes y no covalentes y cómo la energía de activación afecta la velocidad de una reacción. Dado que la energía de activación de un enlace covalente es alta, la reacción tendrá una velocidad más lenta que la de un enlace no covalente (que se produce de forma espontánea y rápida). El autor señala que las interacciones no covalentes logran estabilidad solo a través de numerosas interacciones y cuando se aplican en distancias cortas. Para lograr una interacción estable no covalente, existe la necesidad de sitios complementarios entre dos moléculas que interactúan para permitir que varios átomos de una entren en contacto con varios átomos de la otra. En este complejo, la molécula del sustrato está estrictamente posicionada por las múltiples interacciones no covalentes con la enzima. Se cree que la catálisis enzimática es el resultado de la acción inductiva y polarizante de ciertas agrupaciones químicas del receptor específico. En virtud de la capacidad de una enzima para formar complejos estereoespecíficos y no covalentes con un sustrato específico, el sustrato se presenta correctamente en la orientación precisa que especifica el efecto catalítico de la enzima. Monod nos recuerda que esta reacción se produce a expensas de la energía potencial química.

### Cibernética microscópica

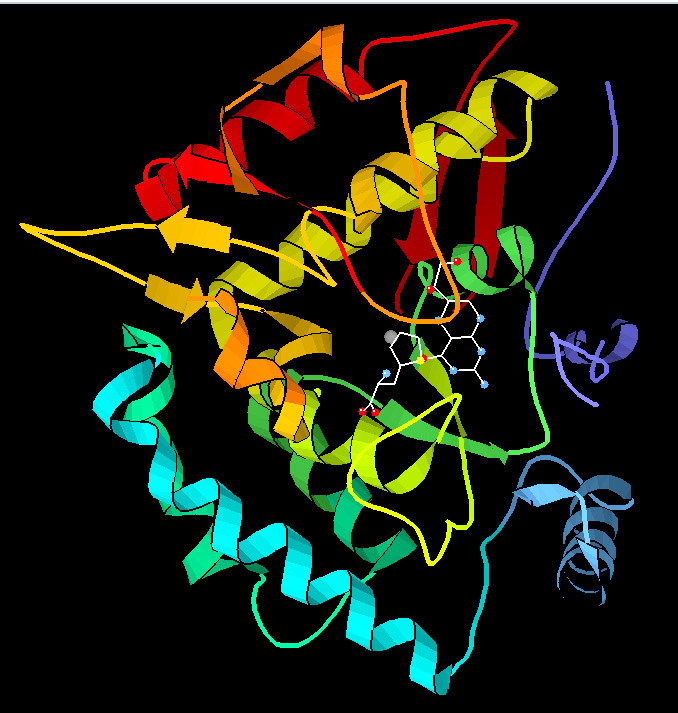
La encima Phenylalanine hydroxylasa

En el capítulo cuatro "Cibernética microscópica", el autor comienza repitiendo la característica de extrema especificidad de las enzimas y la eficiencia extrema de la maquinaria química en los organismos vivos. La coordinación a gran escala entre las células proporcionadas por el sistema nervioso y endocrino se lleva a la atención de los lectores. El resto del capítulo es una discusión de los principios por los que funciona el metabolismo celular. 

Enlaces covalentes del Metano

Monod presenta primero enzimas alostéricas que son capaces de reconocer compuestos distintos de un sustrato cuya asociación con la proteína enzimática tiene un efecto modificador de aumento o inhibición de la actividad de la enzima con respecto al sustrato. Monod enumera y define cuatro patrones regulatorios. El primero es la inhibición de la retroalimentación. La activación de retroalimentación se produce cuando la enzima se activa por un producto de degradación del metabolito terminal. La activación paralela tiene lugar cuando la primera enzima de una secuencia metabólica se activa por un metabolito sintetizado por una secuencia paralela independiente. La activación a través de un precursor se define como cuando una enzima es activada por un precursor de su sustrato y un caso particularmente frecuente de esto es la activación de la enzima por el sustrato mismo. Las enzimas alostéricas usualmente están bajo el control simultáneo de varios efectores alostéricos. Luego, Monod hace referencia a su propia investigación y habla sobre la curva no lineal en forma de S que es característica de las enzimas alostéricas cuando la actividad se traza contra la concentración de un efector (incluido el sustrato). Las interacciones alostéricas están mediadas por cambios discretos en la estructura de las proteínas y esto permite que ciertas proteínas asuman diferentes estados conformacionales. 
Las interacciones cooperativas y antagónicas de los ligandos son indirectas: los ligandos interactúan con la proteína no con otros ligandos. Las proteínas alostéricas son oligoméricas (formadas por subunidades protoméricas idénticas) y cada protómero tiene un receptor para cada uno de los ligandos. Como consecuencia del ensamblaje de protómeros, cada subunidad está restringida por su vecino. Tras la disociación, cada protón puede asumir un estado relajado y esta respuesta concertada de cada protón explica la no linealidad de la actividad enzimática: una molécula de ligando que estabiliza el estado relajado de uno de los monómeros evita que los otros vuelvan al estado asociado. Estos mecanismos moleculares simples dan cuenta de las propiedades integradoras de las enzimas alostéricas. Monod nuevamente hace referencia a su propio trabajo mientras habla sobre el sistema de la lactosa (que consta de tres proteínas) en la Escherica coli. Explica que la galactósido permeasa (una de las proteínas en el sistema de la lactosa) permite que los azúcares galactosídicos penetren y se acumulen dentro de la célula. Cuando se cultiva Escherica coli en un medio sin galactósidos, las tres proteínas se sintetizan muy lentamente (aproximadamente una molécula cada cinco generaciones). Aproximadamente dos minutos después de agregar un inductor de galactósido, la velocidad de síntesis de las tres proteínas aumenta mil veces. Monod explica que la tasa de síntesis de ARN mensajero del operón de lactosa determina la tasa de síntesis de proteínas. 

ARN mensajero

Enumera los componentes del sistema regulador como i, el gen regulador que dirige la síntesis constante de la proteína represora (R), o, el segmento operador del ADN que el represor reconoce específicamente y forma un complejo estable con, yp, el ADN promotor donde la ARN polimerasa se une. La síntesis del ARNm se bloquea cuando el represor está unido al operador. Cuando el represor se encuentra en estado libre, puede reconocer y unirse a los betagalactósidos, disociando así el complejo represor del operador y permitiendo la síntesis del ARNm y la proteína. Monod pasa algún tiempo enfatizando que no es necesario que exista una relación química entre un sustrato y un ligando alostérico y es esta "gratuidad" la que ha permitido que la evolución molecular forme una gran red de interconexiones y convierta cada organismo en una unidad funcional autónoma. En la última parte del capítulo, Monod critica a los "holistas" que desafían el valor de los sistemas analíticamente complejos, como los organismos vivos, y que los sistemas complejos no pueden reducirse a la suma de sus partes. Monod primero da un ejemplo de disección de una computadora y luego señala cómo se pueden ver las actuaciones teleonómicas a nivel molecular. También afirma que la complejidad de la red cibernética en los seres vivos es demasiado compleja para estudiarla por el comportamiento general de los organismos completos.

### Ontogenia molecular
Al comienzo del capítulo cinco, "Ontogenia molecular", Monod afirma que demostrará que el proceso de morfogénesis autónoma espontánea depende de "las propiedades de reconocimiento esteroespecíficas de las proteínas, que es ante todo un proceso microscópico antes de manifestarse en estructuras macroscópicas". La estructura primaria de las proteínas permite ver el "secreto" de esas propiedades cognitivas gracias a las cuales, como los demonios de Maxwell, animan y construyen sistemas vivos "(Monod 81). Monod menciona nuevamente proteínas globulares oligoméricas y cómo aparecen en agregados que contienen subunidades protómeras geométricamente equivalentes asociadas a un complejo estérico no covalente. Con tratamiento suave, los protomeros se separan y la proteina oligomérica pierde su funcion, pero si se restablecen las condiciones "normales" iniciales, las subunidades generalmente se reensamblarán espontáneamente. 

ADN

Esta espontaneidad se debe al hecho de que el potencial químico necesario para formar el oligómero está presente en la solución de monómeros y porque los enlaces formados no son covalentes. El autor continúa mencionando el ensamblaje esteroespecífico espontáneo de los ribosomas y el bacteriófago T4 a partir de sus componentes proteicos in vitro. Monod señala que el esquema general / plan arquitectónico del complejo multimolecular está contenido en la estructura de sus partes constituyentes y, por lo tanto, puede autoensamblarse espontáneamente. Luego, Monod revisa la estructura primaria y terciaria de las proteínas. Al revisar la estructura terciaria, lo que él llama la forma nativa, habla sobre las interacciones no covalentes que unen los aminoácidos y el plegamiento que determina la forma tridimensional de las moléculas, incluido el sitio de unión esteroespecífica. Luego, el autor escribe que existe una estructura primaria en un único (o en un pequeño número de estados relacionados, como es el caso de las proteínas alostéricas) estado nativo conformacional definido con precisión en condiciones fisiológicas normales. Antes del plegado no hay actividad biológica. La secuencia de los residuos de aminoácidos y las condiciones iniciales determinan el plegamiento de la proteína y, por lo tanto, determinan la función. 
Monod divide el desarrollo del organismo en cuatro grandes etapas: primero el plegamiento de la secuencia polipeptídica en proteínas globulares, luego la asociación entre proteínas en orgánulos, en tercer lugar las interacciones entre células que conforman tejido y órganos y, por último, "coordinación y diferenciación de actividades químicas" a través de interacciones de tipo alostérico "(Monod, 95). Cada etapa está más ordenada y los resultados de las interacciones espontáneas entre los productos de la etapa anterior y la fuente inicial es la información genética representada por las secuencias polipeptídicas. El autor dedica luego algo de tiempo a desarrollar el hecho de que la secuencia precedente de aminoácidos no tenía relación con el siguiente aminoácido. Dice que este mensaje "aleatorio" parece estar compuesto al azar por un origen aleatorio y termina el capítulo poéticamente cuando escribe "Aleatoriedad atrapada en el ala, preservada, reproducida por la maquinaria de la invariancia y convertida en orden, regla y necesidad. Un proceso totalmente ciego puede, por definición, conducir a cualquier cosa, incluso puede conducir a la visión misma "(Monod 98).

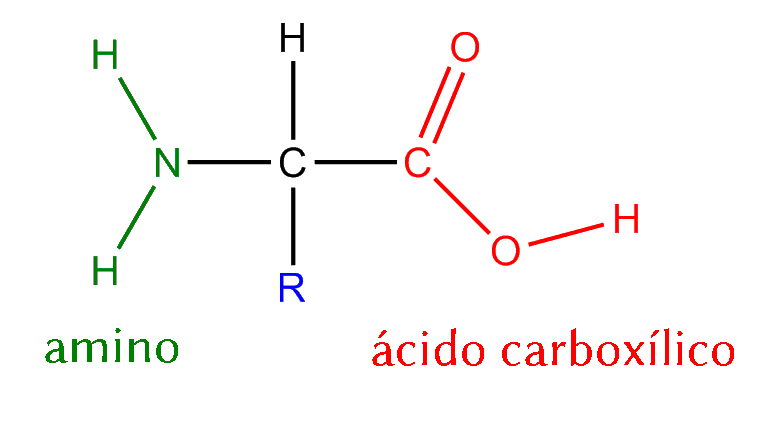
Estructura de un aminoácido

### Invariancia y perturbación
El capítulo seis se titula "Invariancia y perturbación". Se establece la similitud en todos los organismos de la maquinaria química tanto en la estructura como en la función. En cuanto a la estructura, todos los seres vivos están formados por proteínas y ácidos nucleicos y estos son tienen los mismos componentes ( veinte aminoácidos y cuatro nucleótidos). Funciones similares se llevan a cabo por la misma secuencia de reacciones que aparecen en todos los organismos para operaciones químicas esenciales (existen algunas variaciones que consisten en nuevas utilizaciones de secuencias metabólicas universales). En la página 104, Monod afirma: "La invariante biológica fundamental es el ADN. Esa es la razón por la cual la definición de Mendel del gen como el portador invariable de los rasgos hereditarios, su identificación química por Avery (confirmada por Hershey) y la elucidación por Watson y Crick de la base estructural de su invarianza replicativa, sin duda constituyen los más importantes descubrimientos que se han hecho en biología ". 
Añade que el significado completo de la teoría de la selección natural fue establecido por estos descubrimientos. Hay una breve reseña del ADN cuya estructura es una hélice con simetría traslacional y rotacional y si se separan artificialmente los hilos complementarios Se realiza una breve revisión de la síntesis del ADN por la ADN polimerasa. La secuencia de nucleótidos en el ADN define la secuencia de aminoácidos que a su vez define el plegamiento de proteínas que a su vez define un organismo. "Uno debe considerar el organismo total como la última expresión epigenética del mensaje genético en sí mismo "(Monod, 109). El autor señala que la traducción es irreversible y nunca tiene lugar desde la proteína hasta el ADN. 

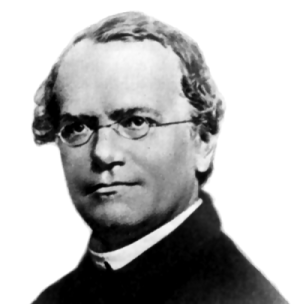
Gregor Mendel

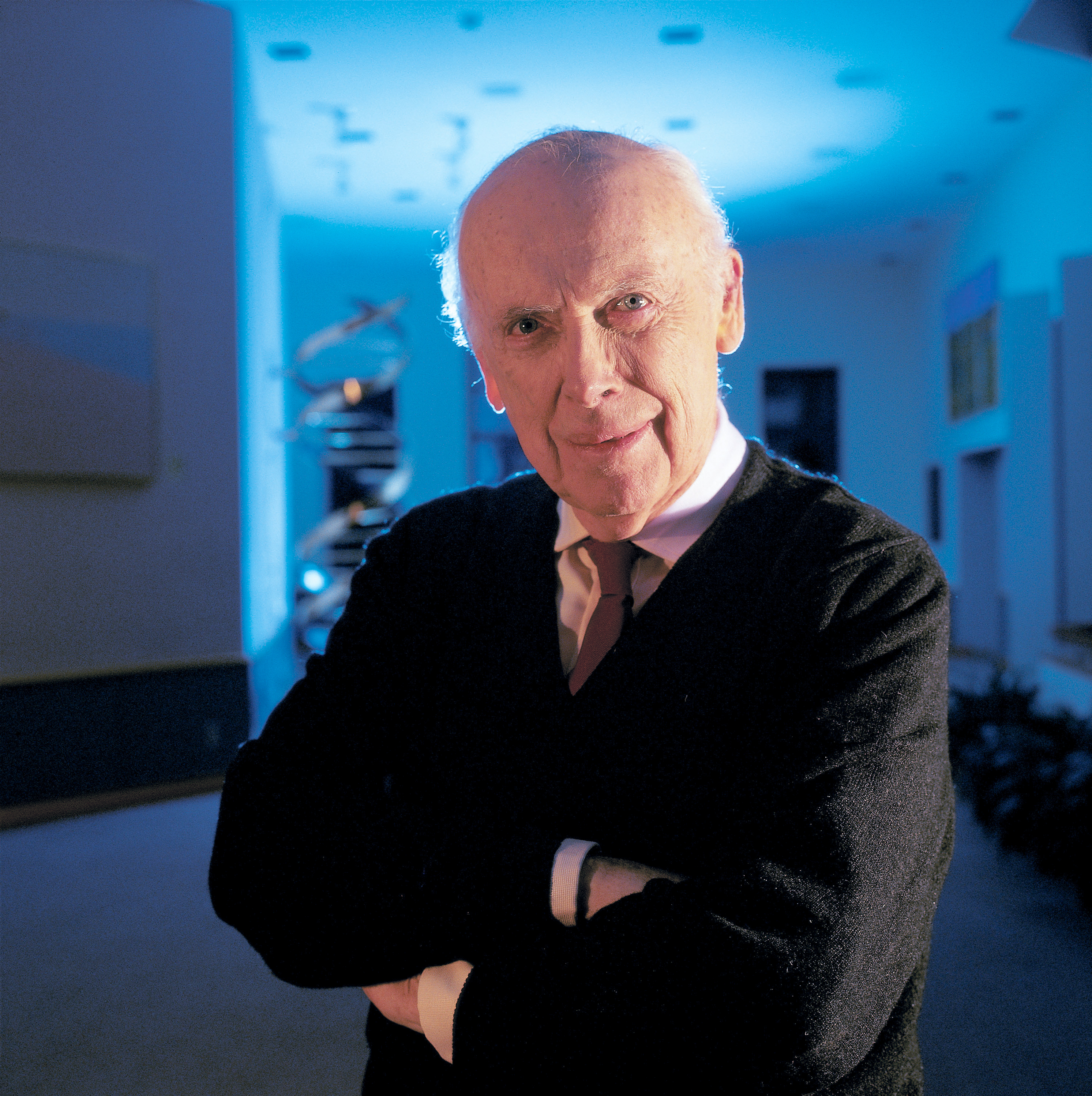
James D Watson

En la última parte del capítulo, el autor plantea el importante tema de las mutaciones. Se enumeran diversas mutaciones tales como sustituciones, eliminaciones e inversiones. Se señala y ejemplifica la posibilidad aleatoria accidental de estas mutaciones y que estas mutaciones impredecibles son la fuente de la evolución. El "error" en el mensaje genético se replicará con un alto grado de fidelidad. En palabras de Monod, "la misma fuente de perturbaciones fortuitas, de 'ruido' ... es el progenitor de la evolución en la biosfera y explica su libertad irrestricta de creación, gracias a la estructura replicativa del ADN: ese registro del azar, ese invernadero de tono sordo donde el ruido se conserva junto con la música "(Monod, 117).

### Evolución
Al comienzo del capítulo siete titulado "Evolución" se repite que las mutaciones son impredecibles, se reproducen fielmente, y la selección natural opera solo con los productos del azar. Monod afirma que el factor decisivo en la selección natural no es la "lucha por la vida", sino la tasa de reproducción diferencial y las únicas mutaciones "aceptables" para un organismo son aquellas que "no disminuyen la coherencia del aparato teleonómico, sino más bien, lo fortalecen aún más en su orientación ya asumida "(Monod, 119). 

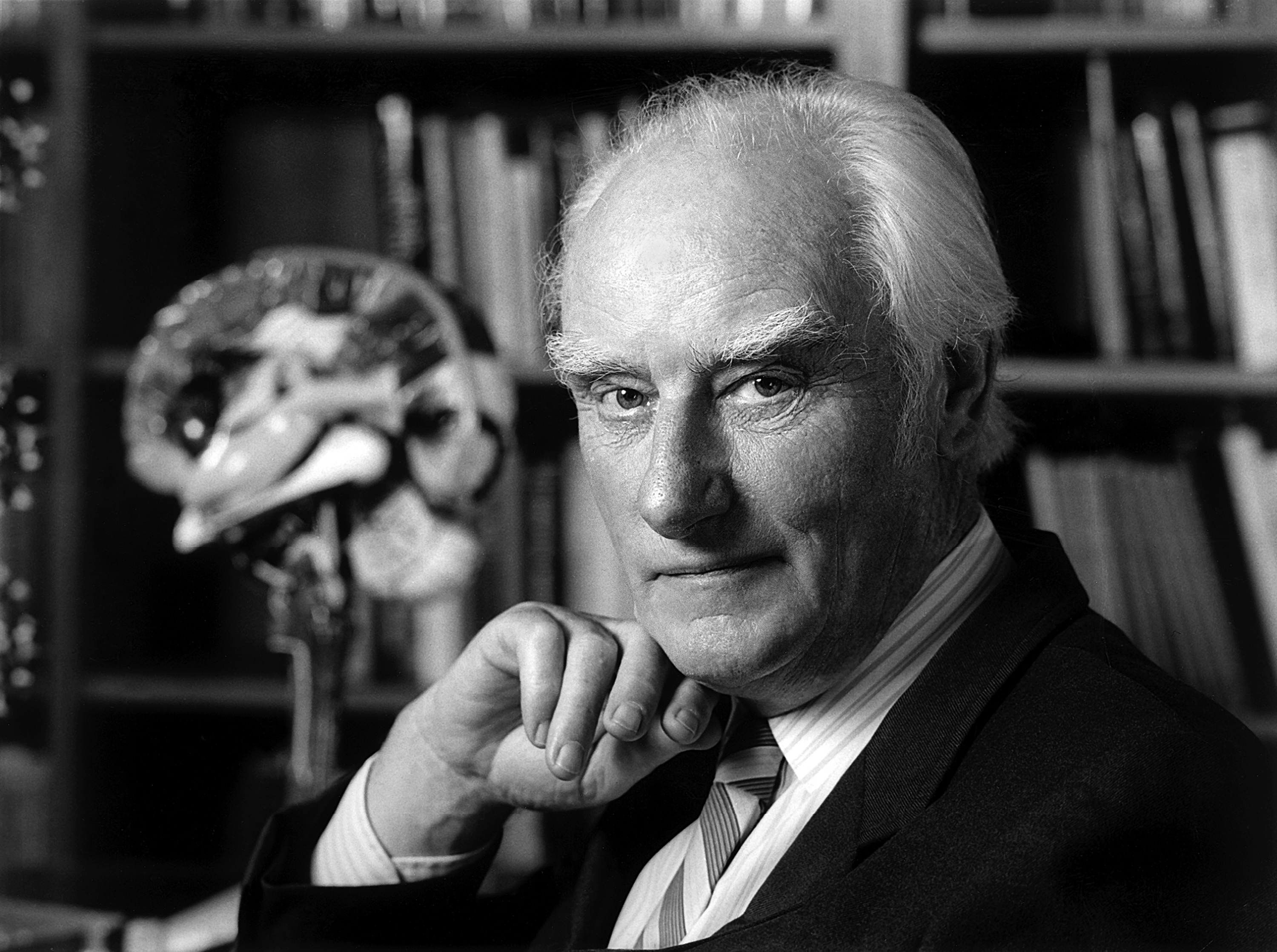
Francis Crick

Monod explica que el rendimiento teleonómico se juzga a través de la selección natural y este sistema conserva solo una fracción muy pequeña de mutaciones que perfeccionarán y enriquecerán el aparato teleonómico. Monod da el ejemplo del desarrollo de anticuerpos para mostrar cómo las combinaciones del azar pueden dar una solución bien definida. Afirma que la fuente de información para la estructura asociativa de los anticuerpos no es el antígeno en sí mismo, sino que es el resultado de muchas recombinaciones aleatorias de parte del gen del anticuerpo. El anticuerpo que puede unirse al antígeno se multiplica. Este notable ejemplo muestra al azar como la base de uno de los fenómenos de adaptación más precisos. 
Monod señala que la selección de una mutación se debe al entorno ambiental del organismo y a las actuaciones teleonómicas. Luego da algunos ejemplos para mostrar la interconexión de actuaciones / comportamientos específicos y adaptaciones anatómicas. El autor pasa el resto del capítulo discutiendo el desarrollo evolutivo humano lingüístico y físico. 
El lenguaje es completamente diferente de las diversas formas auditivas, táctiles y visuales de comunicación, ya que permite la comunicación de una asociación personal original con otra persona. Monod plantea la hipótesis de que el lenguaje no sería simplemente el producto, sino una de las fuerzas impulsoras de la evolución de nuestro sistema nervioso central. Él cree que la comunicación simbólica rudimentaria apareció desde el principio y creó una nueva presión selectiva que favoreció el desarrollo de la capacidad lingüística y, por lo tanto, del cerebro. 
Luego habla sobre la evolución de nuestros antepasados, incluido el desarrollo de una postura erguida que les permitió convertirse en cazadores. Finalmente, Monod señala la evidencia que sugiere que el desarrollo de la función cognitiva del lenguaje en los niños depende del crecimiento posnatal de la corteza cerebral.

### Las fronteras

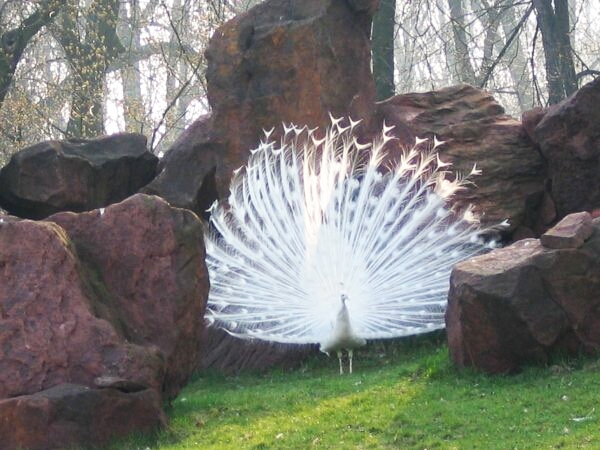
Mutaciones. Pavo cristatus albino

En el capítulo ocho, "Las fronteras", Monod capta la sensación de asombro que uno siente al considerar la extraordinaria diversidad y complejidad de los organismos que se ha producido a través de miles de millones de años de evolución cuando dice: "El milagro aunque esté explicado; no sorprende como algo menos milagroso" (Monod, 138). Se proponen tres etapas que condujeron a la aparición del primer organismo. Primero debe haber sido la formación de nucleótidos y aminoácidos a partir de compuestos de carbono simples y catalizadores no biológicos. Lo siguiente habría sido la formación de las primeras macromoléculas capaces de replicarse, probablemente a través del emparejamiento espontáneo de bases. Y, por último, la evolución de un aparato teleonómico alrededor de las "estructuras replicativas" conduciría a la célula primitiva. 

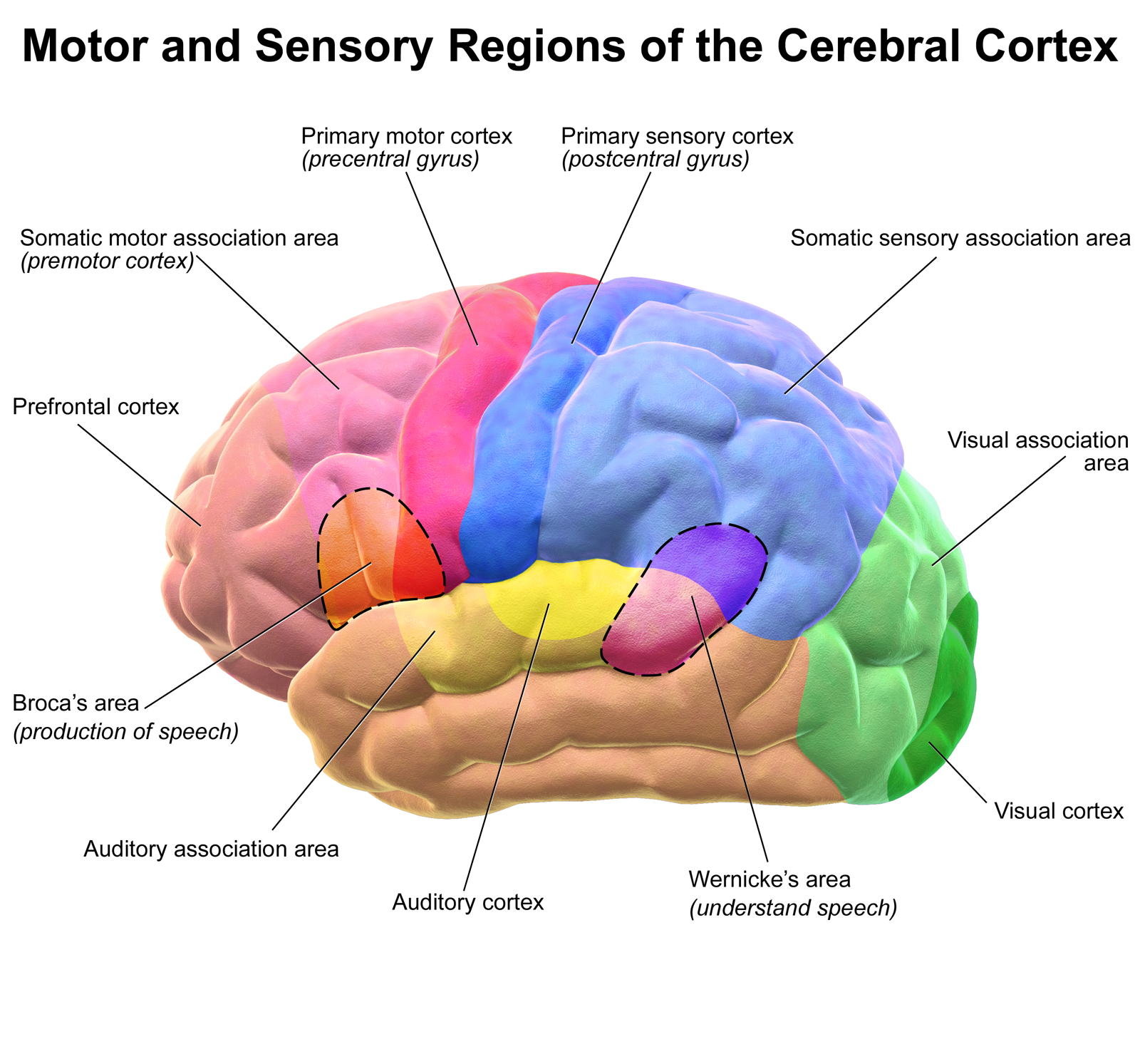

El autor luego dirige su atención al sistema nervioso central. Enumera las funciones primordiales del cerebro en los mamíferos como control y coordinación de la actividad neuromuscular, para poner en práctica programas de acción innata en respuesta a estímulos, integrar entradas sensoriales, registrar, agrupar y asociar eventos significativos, y representar y simular. Monod señala que el comportamiento no puede separarse estrictamente como aprendido o innato ya que los elementos se adquieren a través de la experiencia según un programa innato y "la estructura del programa inicia y guía el aprendizaje temprano, que seguirá un determinado patrón preestablecido definido por el patrimonio genético de la especie" (Monod, 153). 
El autor después se concentra en lo que él considera una de las propiedades únicas de los organismos de nivel superior, a saber, la de simular la experiencia de forma subjetiva para anticipar los resultados y preparar la acción. Monod describe como "la frontera" el trabajo que se debe realizar que nos permitirá comprender cómo funciona este instrumento de preconcepción intuitiva. Él cree que esta comprensión permitirá a la humanidad eliminar el dualismo de diferenciar entre el cerebro y la mente. Termina el capítulo diciendo: "Renunciar a la ilusión que ve en ella una sustancia inmaterial no es negar la existencia del alma, sino, por el contrario, comenzar a reconocer la complejidad, la riqueza, la insondable profundidad de la genética. y el patrimonio cultural y de la experiencia personal, consciente o no, que juntos constituyen este ser nuestro" (Monod, 159).

### El Reino y la oscuridad

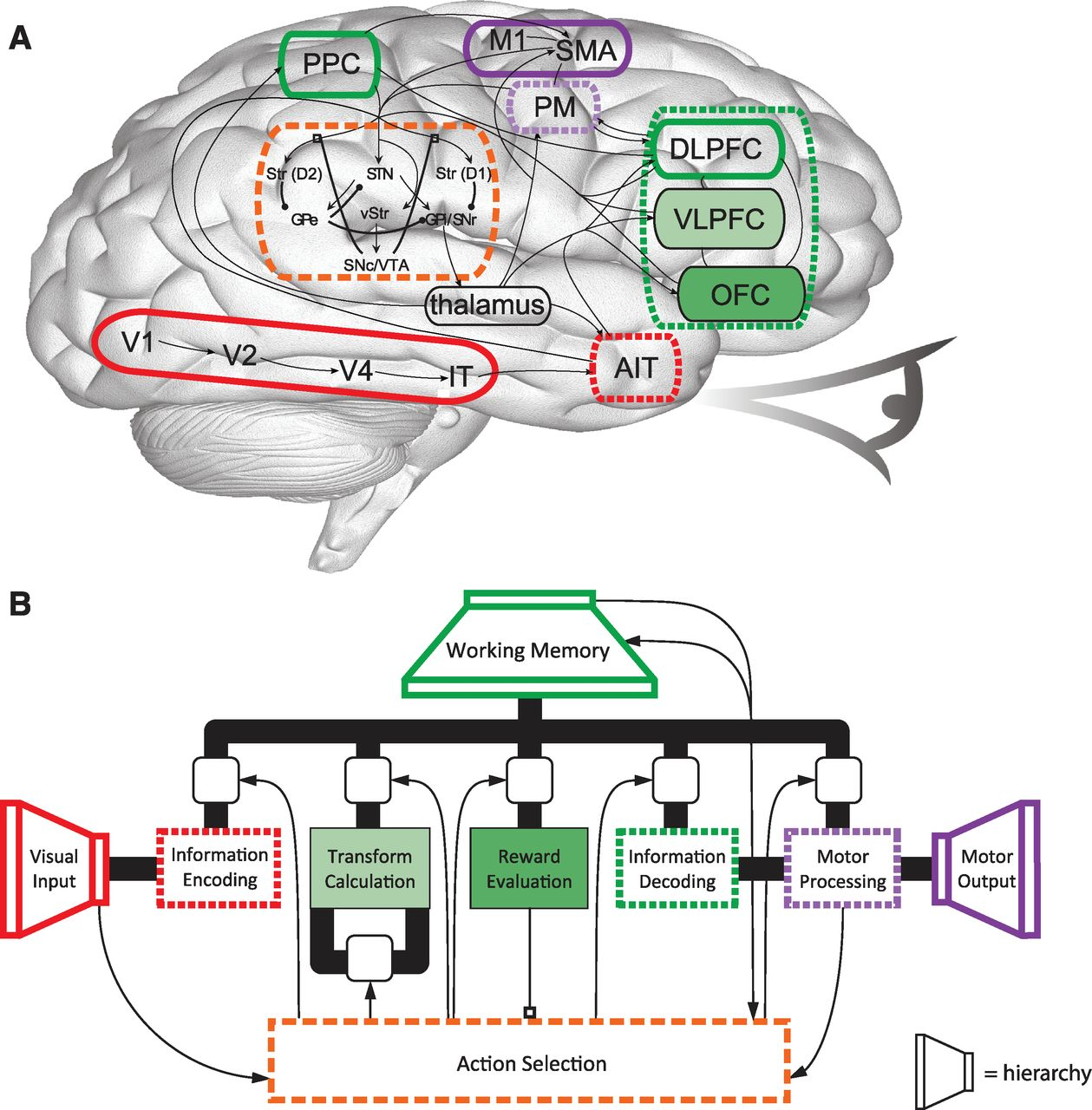
Arquitectura de la mente según Spaun

El último capítulo del libro es "El Reino y la Oscuridad". Una vez que el hombre extendió su dominio sobre la esfera infrahumana y dominó su entorno, la amenaza principal se convirtió en los otros hombres y la guerra tribal llegó a ser un importante factor de selección evolutivo y esto favorecería la cohesión del grupo. La evolución cultural afectó la evolución física: "Es un comportamiento que orienta la presión selectiva" (Monod, 162). 
El autor dice que debido al ritmo acelerado de la evolución cultural, esta ya no afecta al genoma y que la selección no favorece la supervivencia genética del más apto a través de una progenie más numerosa. Presenta estadísticas que muestran una correlación negativa entre la inteligencia y el número promedio de hijos por pareja y una correlación positiva de la inteligencia entre los cónyuges que los concentra entre una élite cada vez menor. También señala los avances científicos y éticos que han permitido que los "lisiados genéticos" vivan y se reproduzcan (el autor considera que esto suspende la selección natural). 
Monod dice que esta suspensión de la selección natural es un peligro para la especie, pero que llevará bastante tiempo cualquier efecto serio y que hay peligros más urgentes en la sociedad moderna. Avanza la idea de que "la naturaleza es objetiva, que la confrontación sistemática de la lógica y la experiencia es la única fuente del verdadero conocimiento" (Monod, 165). Habla brevemente sobre cómo se seleccionan las ideas en función del valor del rendimiento y el poder de difusión (afirma que las ideas que explican al hombre asignándole un destino se propagan más).
El autor cree que tenemos una necesidad genética innata de buscar el significado de la existencia y que es responsable de la creación de mitos, religión y filosofía. Él implica que este componente genético explica que la religión sea la base de la estructura social y la recurrencia de la misma forma esencial en los mitos, la religión y la filosofía. Admite que la idea del conocimiento objetivo como la única fuente de verdad puede parecer austera y poco atractiva, ya que no proporciona una explicación que calme la ansiedad del hombre. Dice "Se escribió el final del antiguo pacto animista entre el hombre y la naturaleza, sin dejar nada en lugar de ese vínculo precioso, sino una búsqueda ansiosa en un universo helado de soledad" (Monod, 170). 
El autor señala lo que él ve como la aceptación de la ciencia objetiva en la práctica, pero no en el espíritu. Dice que el mensaje importante de la ciencia está en la definición de una nueva fuente de verdad que exige una revisión de las premisas éticas y una ruptura total con la tradición animista. Nuestros valores están arraigados en el animismo y están en desacuerdo con el conocimiento objetivo y la verdad. Esta revelación discordante y aislante coloca los juicios de valor en las manos del hombre mismo. Monod cree que la verdad objetiva y la teoría de los valores no pueden separarse "porque la definición misma del conocimiento" verdadero "reposa en el análisis final sobre un postulado ético" (Monod, 173). Es en este punto que el argumento del autor gira sobre sí mismo al admitir que hacer de la objetividad la condición del verdadero conocimiento, lo que ayuda a separar los juicios de valor del conocimiento verdadero y definir la ciencia, es en sí mismo una elección ética axiomática. 
Al afirmar el principio de la objetividad, que es aceptado en la ciencia moderna, uno está eligiendo adherirse a lo que Monod llama la ética del conocimiento. El autor propone que el hombre debe superar su necesidad de explicación y su miedo a la soledad para aceptar la ética del conocimiento y enmarca esta ética como el aceptar tanto el animal como el ideal en el hombre. Jacques Monod termina el libro con su conclusión fundamental de que "El antiguo pacto está hecho pedazos; el hombre sabe por fin que está solo en la inmensidad insensible del universo, de la cual surgió solo por casualidad. Su destino no está definido en ninguna parte, ni es su deber. El reino está arriba y la oscuridad abajo; él debe elegir "(Monod, 180).